# Église Saint-Pierre de Gatteville-le-Phare
Pour les articles homonymes, voir Église Saint-Pierre.
L'église Saint-Pierre de Gatteville-le-Phare est un édifice catholique, dont l'origine remonte au moins à la première moitié du XIe siècle, qui se dresse sur le territoire de la commune française de Gatteville-le-Phare, dans le département de la Manche, en région Normandie.
L'église est totalement protégée aux monuments historiques.

## Localisation
L'église Saint-Pierre est située dans la commune de Gatteville-le-Phare, dans le département français de la Manche.

## Historique
En 1181, Henri II donne les églises de Barfleur et de Gatteville à l'abbaye Notre-Dame du Vœu de Cherbourg.
Dès le milieu du XIIe siècle, le couple de sanctuaire, église et chapelle, est attestée par une charte, d'Hugues d'Amiens, archevêque de Rouen (1129-1164), au profit de l'abbé Gauthier Ier, confirmant les possessions de l'abbaye de Montebourg, dans laquelle est mentionnée l'église avec la chapelle et tous ses revenus (ecclesiam de Gateuilla cum capella et omnibus pertinenciis).
Au XVe siècle, la famille de Hennot, anoblie en 1509, seigneur de Denneville et en possession du manoir du Broc, fait construire la grande chapelle, qui ouvre sur le face sud du chœur et qui porte le nom de chapelle de Denneville, titre sous lequel sont désignés les de Hennot de Gatteville. Les seigneurs de Denneville avaient droit de séance et de sépulture dans cette chapelle dédiée à la Sainte Trinité dont leurs armes, grattée en 1793, figurent à la clef de voûte.
Au XVIIIe siècle, le curé Jean Charles Louis de Ciaron fait reconstruire entièrement la nef, et le clocher alors trop bas est secondé par une tour massive en granit coiffée d'une sorte de guérite avec un toit pointu.
Le chœur sera reconstruit en 1868, ainsi que la nef en 1876 dans un style néogothique très en vogue à cette époque. L'autel sera consacré par Mgr Abel-Anastase Germain, évêque de Coutances, le 22 octobre 1882.
En 1908, Georges Moteley la représente sur une huile sur toile léguée par Hippolyte Mars au musée Thomas-Henry de Cherbourg en 1959.

## Description
L'église des XVe – XVIIIe siècles, placée sous le vocable de saint Pierre, avec son propre clocher bâti en 1766 côté nord, a conservé sur son flanc sud, contre la première travée du chœur, le vieux clocher en bâtière roman de l'ancienne église de la première moitié ou milieu du XIe siècle construit en moellons de granit liés au mortier de chaux, et le mur du chevet, bâti en grosses pierres, où l'on voit encore le cintre, décoré de dents de scie, d'une large baie absidiale,. Le clocher roman, haut de trois niveaux marqués par des retraits successifs, est au deuxième étage percées d'étroites baies géminées et sa toiture repose sur un encorbellement qui date vraisemblablement, malgré des traces de remaniements, de la construction d'origine. Au rez-de-chaussée, des arcs bandés renforçant la construction permettent d'alléger les murs. Côté sud, on peut voir une petite fenêtre percée dans l'épaisseur d'un contrefort plat.
La nef a été reconstruite au XIXe siècle, la façade datant du XVIIIe siècle.
Dans le cimetière, de nos jours désaffecté, il reste quelques pierres tombales du XIXe siècle, ainsi qu'une croix hosannière en granite, et un vieil if.
Située à proximité, la chapelle des marins ou Notre-Dame de Bon-Secours, d'origine romane, avec en ex-voto, les restes d'un trois-mâts, qui s'est échoué, en 1860, au large de la paroisse.

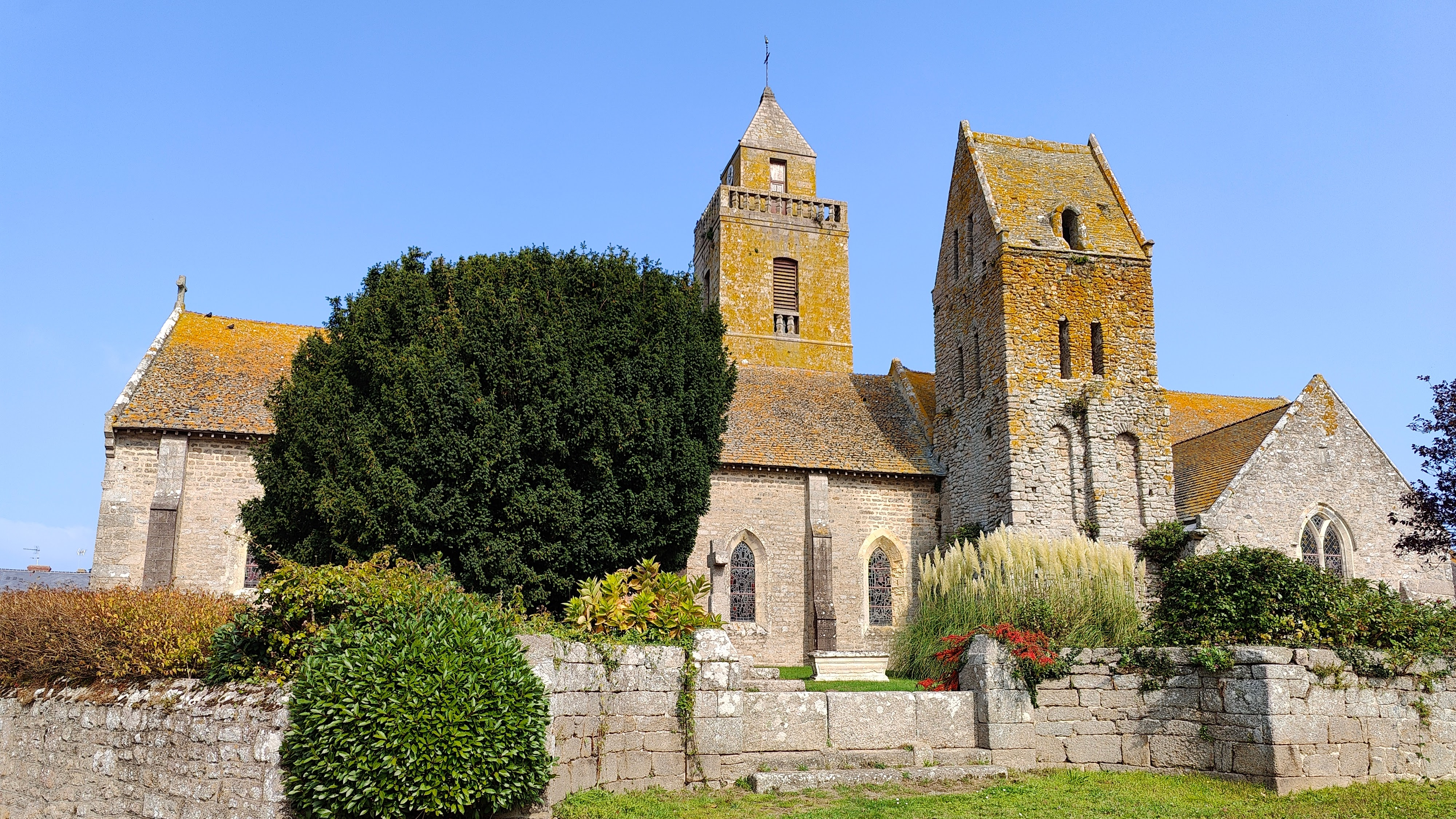
Vue générale de l'église.
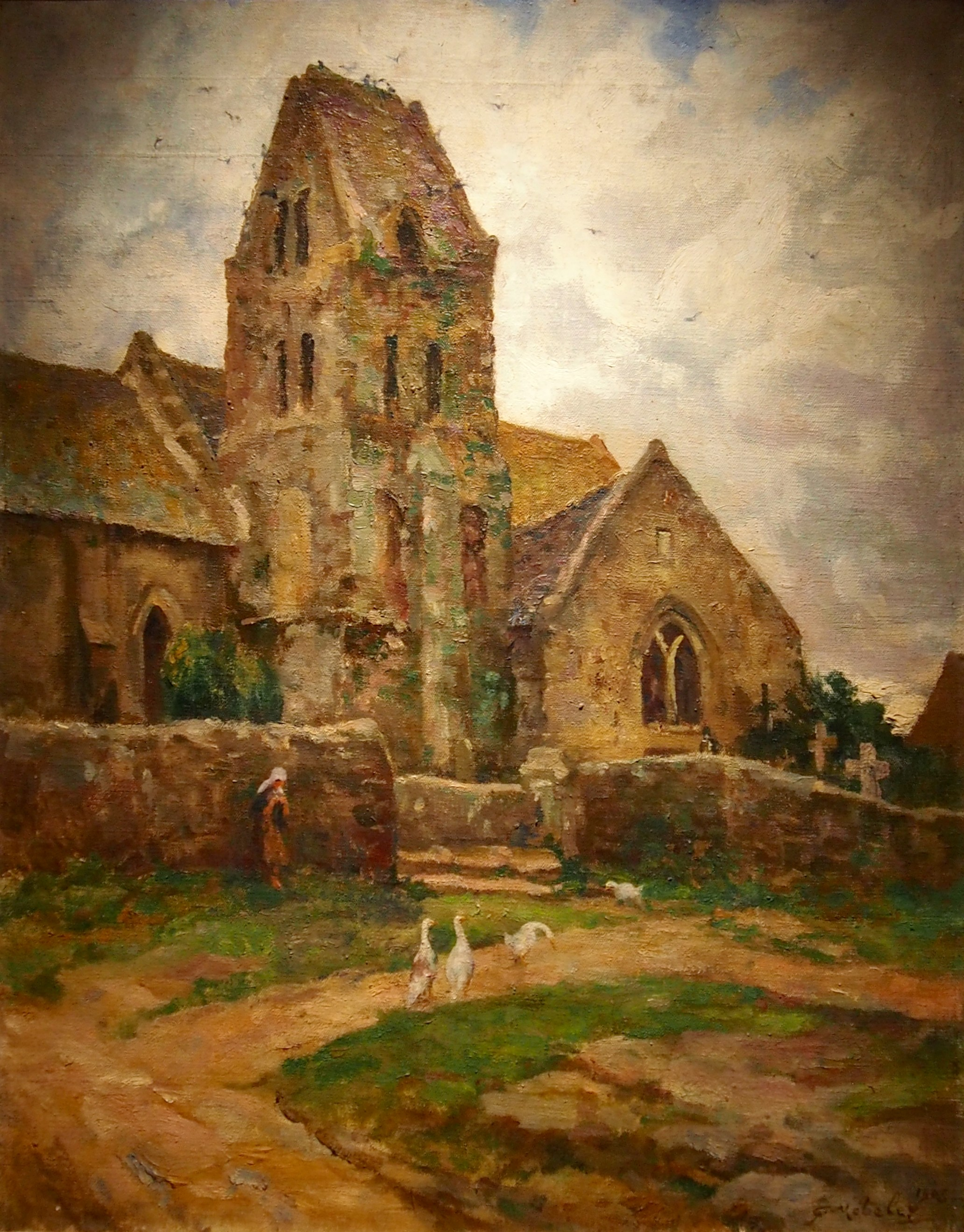
L'église, peinte par Georges Moteley en 1908.

## Protection
Au titre des monuments historiques :
- le clocher roman est classé par arrêté du 24 juin 1975 ;
- l'église sauf le clocher classé et inscrite par arrêté du 24 juin 1975.

## Mobilier

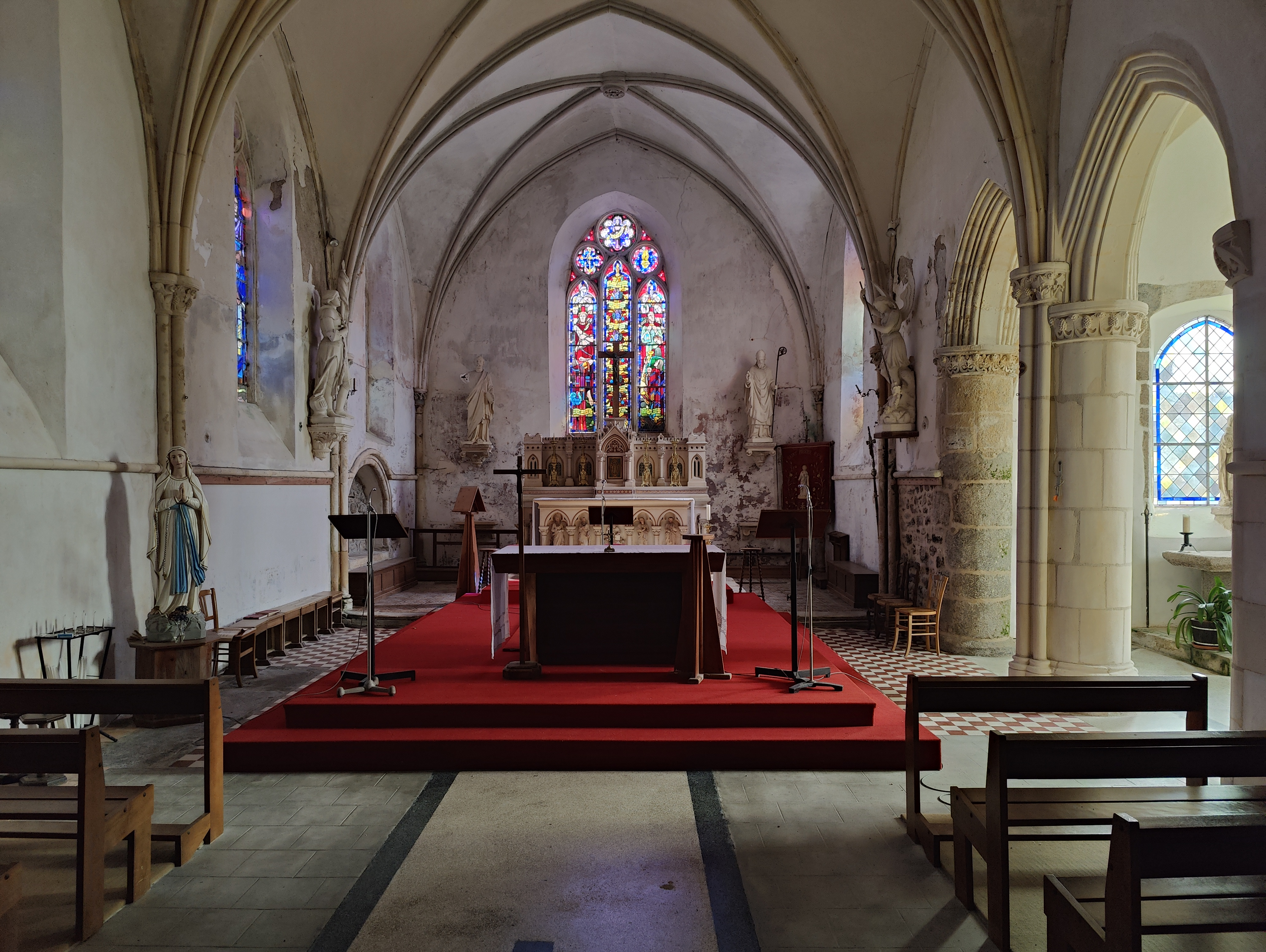

L'église abrite une Vierge à l'Enfant, du XVIe siècle, d'inspirations picardes et flamandes, qui appartient à une même communauté stylistique que les Vierges à l'Enfant de Saint-Germain-sur-Ay, du Vrétot ou d'Orglandes, et, dans la chapelle de Denneville du XVe siècle, située dans le transept sud, une statue de saint Pierre du XVe siècle, une tour liturgique en pierre du XVe siècle et une armoire murale également du XVe siècle.
La perque (arc triomphal) est décorée par deux gueules de monstres présentant des dents acérées. Une toile, L'adoration des bergers, vestige de l'ornementation de l'ancien maître-autel, a été restaurée par Guillaume Fouace (1837-1895).
Toujours à l'intérieur, sur un bloc de pierre déposé, sont apposées les armoiries de la famille de Hennot, de gueules au croissant d'argent accompagné de trois étoiles d'or 2 en chef et 1 en pointe. L'écu est surmonté d'un casque morné (visière abaissée) tourné vers senestre, signe de bâtardise. On retrouve le blason de cette famille sur un vitrail de la chapelle.
Sur la cloche sont gravés les armes et les titres de Jacques-François-Léonor Goyon de Matignon, et sous le clocher neuf, une inscription, en style rocaille, rappelant la construction de ce dernier, grâce aux dons de « Maître Nicolas Gratian Le Brun, prestre de ce lieu », en 1766.
Parmi les œuvres classées au titre objet aux monuments historiques, figurent : une statue de saint Martin (XVe siècle), un groupe sculpté de la Trinité (XVIe siècle) et un tabernacle (XVe siècle).